# The Blue Sky Boys
The Blue Sky Boys, bestehend aus den Brüdern Earl und Bill Bolick, waren ein US-amerikanisches Old-Time-, Bluegrass- und Folk-Duo, aktiv von 1936 bis 1950. Nach einer Pause waren sie von 1963 bis 1975 wieder aktiv. Mit ihrem virtuosen Close Harmony-Gesang, begleitet von Gitarre und Mandoline, waren sie nicht nur zeitgenössisch sehr erfolgreich, sondern beeinflussten auch andere Duos wie zum Beispiel The Everly Brothers.

## Leben

### Kindheit und Jugend
Bill, geboren am 29. Oktober 1917, und Earl, geboren am 16. November 1919 in Hickory, North Carolina, waren die vierten bzw. fünften von sechs Kindern von Annie Elizabeth Hallman und Garland Bolick, die sich bei der Arbeit in einer Baumwollspinnerei kennengelernt hatten. Zur Zeit der Geburt von Bill arbeitete Garland als Postbeamter und konnte seiner Familie so einigen Wohlstand bieten.
Annie und Garland waren streng religiös und Mitglieder einer protestantischen Sekte, der Church of God (Anderson, Indiana). Sie brachten ihre Kinder schon früh mit Musik in Berührung, neben religiösen auch mit weltlichen Liedern, gemeinsam sang die Familie alte Balladen, Lieder aus dem Gesangbuch, später auch von Notenausgaben, Songbooks oder Lieder aus dem Radio, das Garland 1924 angeschafft hatte. Unterstützt von seinem Vater begann Bill um 1930 sich Instrumente wie Banjo und Gitarre anzueignen, um 1932 gefolgt von Earl, der mit der Mandoline begann, sich aber dann der Gitarre zuwandte, angelernt von Bill.

### Anfänge
Bill spielte seit 1934 in einer Band gemeinsam mit Lute Isenhour und Homer Sherill und sammelte bereits erste Erfahrungen mit öffentlichen Auftritten als Hickory Nuts. 1935 spielten die Hickory Nuts erstmals bei einem lokalen Radiosender in Asheville. Kurz danach gründete er mit seinem Bruder und Sherrill, ebenfalls einem ehemaligen Mitglied der Hickory Nuts, die JFG Coffee Boys. Auch in dieser Formation hatten sie weiterhin Auftritte beim Lokalradio. Dann zogen sie nach Atlanta, wo sie die Blue Ridge Hillbillies gründeten und sich von Homer Sherill trennten. Nun traten sie nur noch als Duo auf und nannten sich ab jetzt The Blue Sky Boys.

### Karriere
Durch Zufall bekamen sie 1936 einen Plattenvertrag bei RCA, zu dem Zeitpunkt waren sie 16 und 18 Jahre alt. Dort veröffentlichten sie ihre ersten Platten, die große Erfolge wurden. Bald überholten sie in der Popularität die Monroe Brothers, die Delmore Brothers oder die Carlisle Brothers.
In den folgenden vier Jahren nahmen sie fast 100 Songs für RCA auf. 1941, als die USA in den Zweiten Weltkrieg eintraten, wurden die Brüder in die Armee eingezogen.
Nachdem sie aus der Armee entlassen worden waren, begannen sie Anfang 1946 wieder mit Plattenaufnahmen. Hin und wieder spielten sie mit Gastmusikern wie Sam Parker, Joe Tyson, Leslie Keith oder Richard Hicks zusammen. In der Zeit von 1946 bis 1947 waren sie auf dem Höhepunkt ihrer Karriere. Ihr größter Hit, Kentucky, stammt ebenfalls aus dieser Zeit.
Mit den folgenden Veränderungen in der Country-Musik konnten die Blue Sky Boys jedoch nicht Schritt halten – in dieser Zeit erlangte der Honky Tonk immer mehr die Oberhand. Stars wie Ernest Tubb und Hank Williams erreichten große Berühmtheit und elektrische Gitarren fanden Eingang in die vorher streng konservative Hillbillyszene. Das Angebot, eine elektrische Gitarre hinzuzufügen und den Klang ihrer Songs etwas zu glätten, lehnten sie ebenfalls ab. So nahmen sie bis 1949 keine Platte mehr auf. 1950 spielten sie ihre letzte Session für RCA ein, 1951 zogen sie sich vorerst völlig aus dem Musikgeschäft zurück.

### Pause und Comeback
Während der künstlerischen Pause gingen die Blue Sky Boys getrennte Wege; Bill arbeitete in dieser Zeit als Postbeamter in North Carolina, Earl bei den Flugzeugwerken Lockheed.
1962 brachte Starday Records ein Best-of-Album der Blue Sky Boys heraus. Ein Jahr später überredete Bill seinen Bruder, wieder in die Musikszene einzusteigen. Sie nahmen für Starday die beiden Alben Together Again und Precious Moments auf, die wegen ihres glatteren Klangs jetzt einem breiteren Publikum zugänglich gemacht wurden. Zudem spielten sie vereinzelt bei Folk- und Bluegrassfestivals. 1966 erschien das Album Presenting the Blue Sky Boys  bei Capitol Records.
1975 nahmen sie ein letztes Album für Rounder auf, danach setzten sich die Blue Sky Boys endgültig zur Ruhe. Bill ließ sich in ihrem Heimatort East Hickory nieder und starb 2008; Earl in Tucker, Georgia, wo er 1998 starb.